# Aron Gurwitsch
Aron Gurwitsch (17. ledna 1901, Vilnius, Ruská říše – 25. června 1973, Curych, Švýcarsko) byl americký fenomenologický filosof litevského původu.

## Život
Narodil se do vzdělané židovské rodiny, která se roku 1906 přestěhovala do Gdaňsku, kde roku 1919 Gurwitsch maturoval. Začal studovat v Berlíně filosofii a německou literaturu, od roku 1920 ve Frankfurtu nad Mohanem medicínu a matematiku a roku 1928 promoval u Moritze Geigera na univerzitě v Göttingenu. Pracoval pro pruské ministerstvo pro vědu, ale roku 1933 musel jako Žid emigrovat. Přednášel fenomenologickou filosofii na pařížské Sorbonně, kde se spřátelil s Maurice Merleau-Pontym, a roku 1940 se mu podařilo emigrovat do USA.
Studoval na Johns Hopkins University v Baltimore, roku 1942 byl jmenován docentem fyziky na Harvardově univerzitě a roku 1947 profesorem matematiky na Wheaton College (Massachusetts). Od roku 1948 byl docentem a od roku 1951 profesorem matematiky na nedávno založené Brandeis University ve Walthamu u Bostonu.
Roku 1958 byl hostujícím profesorem na univerzitě v Kolíně a od roku 1959 profesorem filosofie na New School for Social Research v New Yorku.
Od roku 1929 byl ženatý s Alicí Stern.

## Dílo
Za Gurwitschovo hlavní dílo se pokládá Théorie du champ de la conscience (Teorie pole vědomí) z roku 1957, v níž Gurwitsch spojil fenomenologii s tvarovou psychologií do celkové teorie vědomí a vnímání.

### Publikace (výběr)
- Phänomenologie der Thematik und des reinen Ich (Fenomenologie tematiky a čistého já, 1928)
- Théorie du champ de la conscience (Teorie pole vědomí, 1957)
- Der Begriff des Bewußtseins bei Kant und Husserl (Pojem vědomí u Kanta a Hegela, 1964)
- Leibniz: Philosophie des Panlogismus (Leibniz: Filosofie panlogismu, 1974)
- Die mitmenschlichen Begegnungen in der Milieuwelt (Mezilidská setkání v prostředí světa, 1931, habilitační spis)